# Nautley River
Nautley River är ett vattendrag i Kanada.   Det ligger i provinsen British Columbia, i den centrala delen av landet, 3 600 km väster om huvudstaden Ottawa. Nautley River avvattnar sjön Fraser Lake till Nechakofloden.